# Tatrovice
Tatrovice (německy Dotterwies) jsou obec v okrese Sokolov v Karlovarském kraji. Žije zde 162 obyvatel.
V katastru obce se nachází vodní nádrž (Přehrada Tatrovice) postavená pro zásobovaní plynárenského a chemického závodu v blízké Vřesové (Sokolovská uhelná) technologickou vodou, dříve i pitnou vodou. Tato přehrada je hojně navštěvována rekreanty především z několik kilometrů vzdáleného města Chodova. Ti si zde v průběhu sedmdesátých a osmdesátých let vystavěli mnoho rekreačních chat.

## Historie
První písemná zmínka o vesnici (Totrwcz) pochází k roku 1356 v kostelní knize pražského arcibiskupství v souvislosti s obsazením místa po zemřelém faráři. Po většinu dalších staletí náležely Tatrovice k panství loketskému, později byla součástí loketského, karlovarského a sokolovského okresu. V 18. a 19. století šlo z hospodářského hlediska o zemědělskou ves, poměrně významnou byla i těžba křemene. V letech 1840 až 1913 působila v Tatrovicích šperkařská dílna a zdejší Tatrovické šperky (Dotterwieser Schmuck) si kupovaly ženy z celého Poohří a Krušnohoří. Industrializace zasáhla Tatrovice v roce 1895, kdy zde Josef Endler otevřel pletací továrnu, která zde fungovala až do roku 1945. V tomto roce byla většina obyvatelstva vysídleno do Německa a obec skoro zanikla. Oživení přinesl přelom padesátých a šedesátých let, kdy byl nedaleko odsud vystavěn chemický a plynárenský závod ve Vřesové. Obec patří celostátně mezi pět sídel s nejvyšším podílem obyvatel německého původu (jedná se o přibližně pětinu obyvatel).
V roce 2010 proběhly v obci komunální volby, jejichž platnost řešil i Ústavní soud. V komunálních volbách zvítězila ODS poté, co získala 55 procent hlasů. Přibližně 70 procent obyvatel ale podepsalo petici, ve které tvrdí, že straně hlas nedali. Policie došla při vyšetřování k závěru, že s volebními lístky se skutečně manipulovalo a stal se trestný čin, ale pachatel je neznámý. U Ústavního soudu pak stěžovatelé neuspěli, protože promeškali zákonem stanovené lhůty.

## Obyvatelstvo
Při sčítání lidu v roce 1921 zde žilo 542 obyvatel, z nichž jeden byl Čechoslovák a 541 bylo Němců. Všichni se hlásili k římskokatolické církvi.
| Rok            | 1869 | 1880 | 1890 | 1900 | 1910 | 1921 | 1930 | 1950 | 1961 | 1970 | 1980 | 1991 | 2001 | 2011 | 2021 |
| -------------- | ---- | ---- | ---- | ---- | ---- | ---- | ---- | ---- | ---- | ---- | ---- | ---- | ---- | ---- | ---- |
| Počet obyvatel | 413  | 440  | 527  | 520  | 557  | 542  | 579  | 141  | 165  | 135  | 131  | 112  | 133  | 153  | 146  |
| Počet domů     | 50   | 77   | 90   | 94   | 99   | 99   | 108  | 120  | 53   | 37   | 35   | 42   | 50   | 51   | 57   |

| Rok            | 1869 | 1880 | 1890 | 1900 | 1910 | 1921 | 1930 | 1950 | 1961 | 1970 | 1980 | 1991 | 2001 | 2011 | 2021 |
| -------------- | ---- | ---- | ---- | ---- | ---- | ---- | ---- | ---- | ---- | ---- | ---- | ---- | ---- | ---- | ---- |
| Počet obyvatel | 588  | 581  | 681  | 694  | 718  | 697  | 745  | 153  | 173  | 140  | 131  | 112  | 134  | 168  | 160  |
| Počet domů     | 79   | 106  | 121  | 126  | 132  | 133  | 140  | 153  | 53   | 39   | 35   | 42   | 56   | 58   | 63   |

## Obecní správa
Mezi lety 1850–1949 Tatrovice byly obcí v okrese Falknov (1850–1910) a později v okrese Loket. V letech 1950–1960 patřily jako část obce k Černavě v okrese Karlovy Vary-okolí. V letech 1960–1990 patřily jako část obce k Vřesové a od 24. listopadu 1990 jsou opět samostatnou obcí v okrese Sokolov.

### Části obce
Obec představuje jednu část, sestávající ze tří základních sídelních jednotek:
- Tatrovice: katastrální území Tatrovice
- Křemenitá (Griesbach[8]): k. ú. Křemenitá
- Spomyšl (Sponsl[8]): k. ú. Spomyšl u Vřesové

### Obecní symboly
Znak a vlajka byly obci uděleny rozhodnutím předsedy Poslanecké sněmovny Parlamentu České republiky dne 11. května 2001.

## Pamětihodnosti
- Kostel svatého Erharta, zbudovaný již ve 14. století (prokazatelně stál v již zmíněném roce 1356). Původní nevelká budova, připomínající spíše kapli, byla roku 1555 přistavěním lodi rozšířena do současné podoby, nově sklenut byl tehdy i presbytář.
- Socha svatého Jana Nepomuckého
- Památná Tatrovická lípa
- Památná lípa v Křemenité
- Památný Tatrovický buk

## Galerie

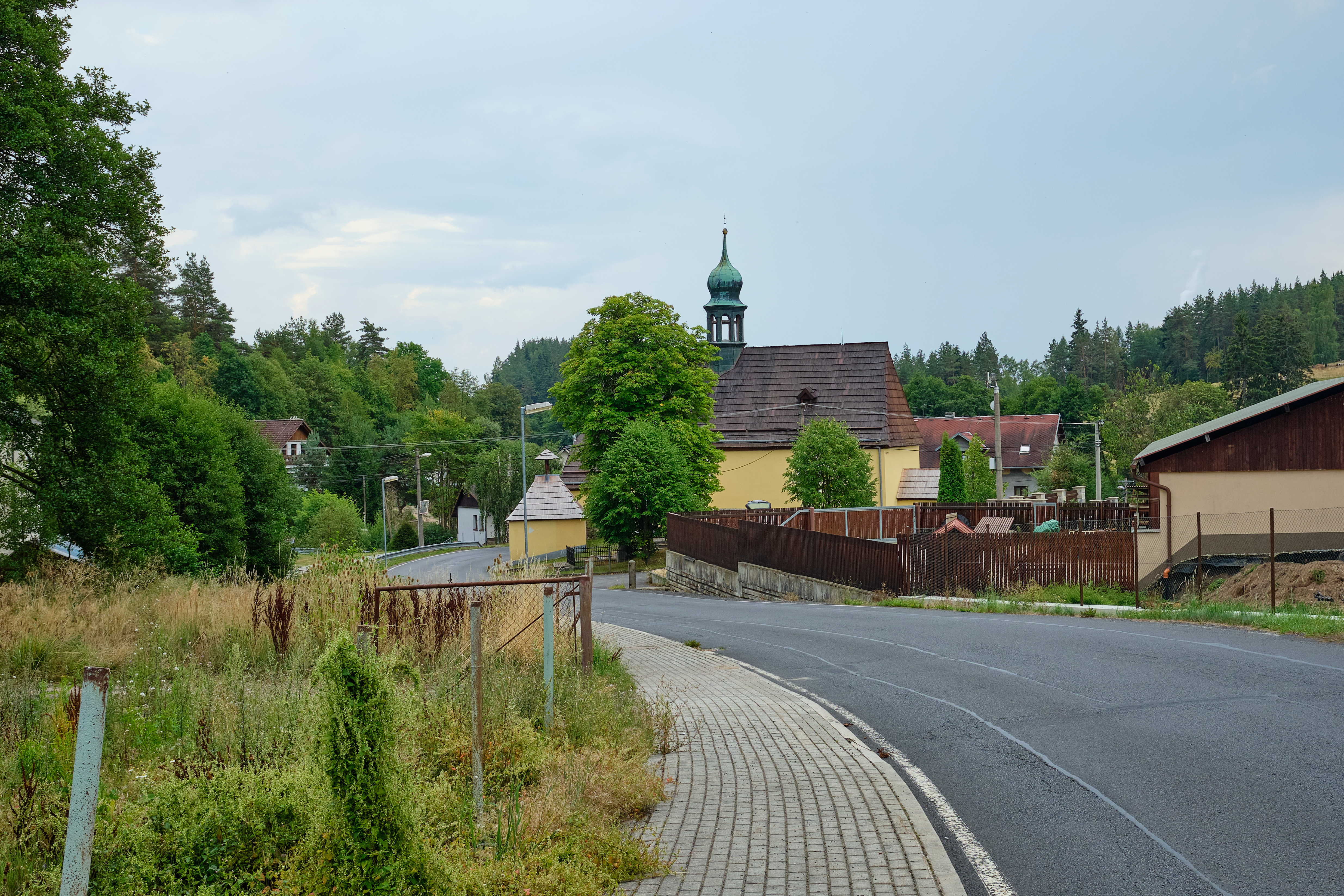
Náves s kostelem svatého Erharta
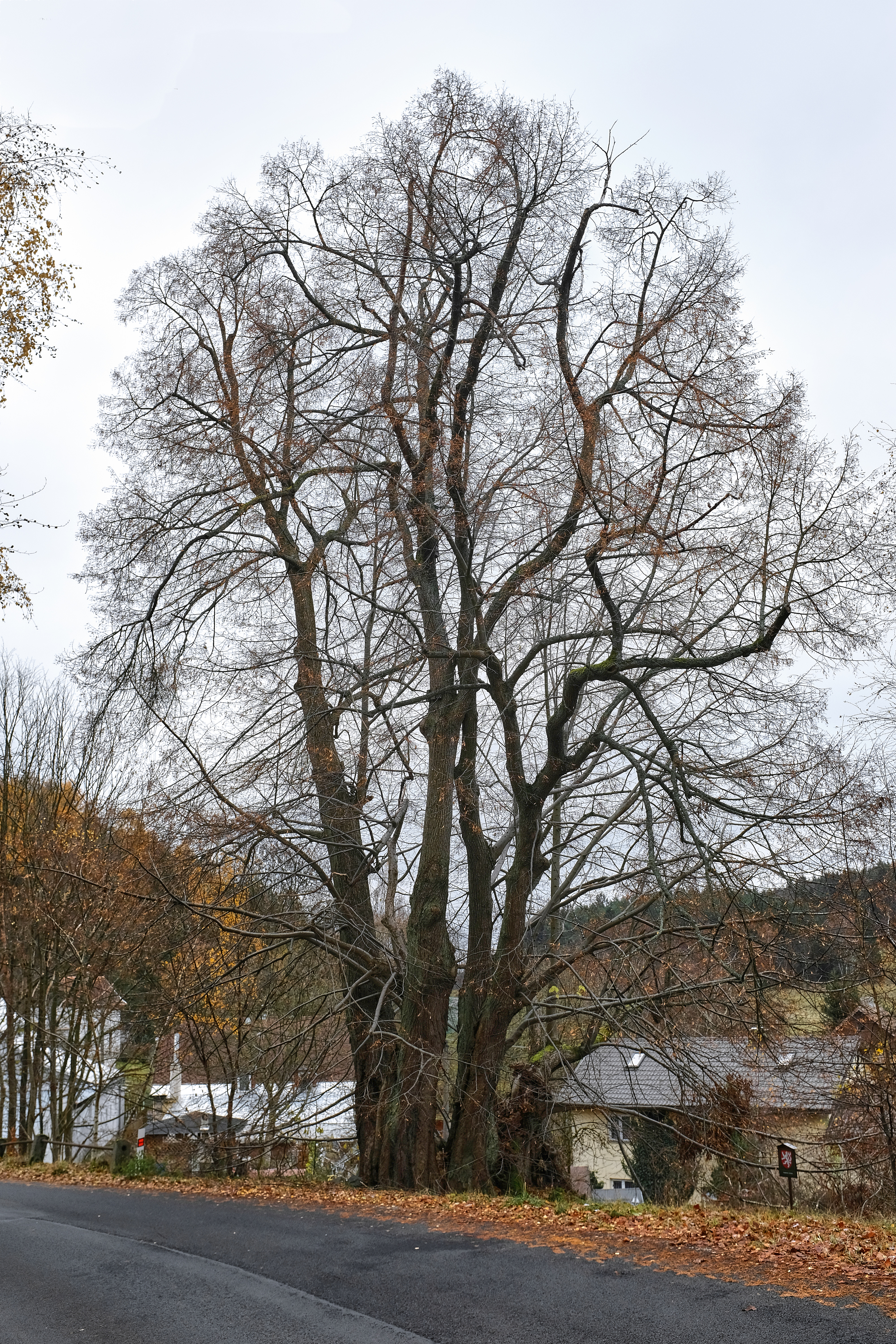
Památný strom Tatrovická lípa
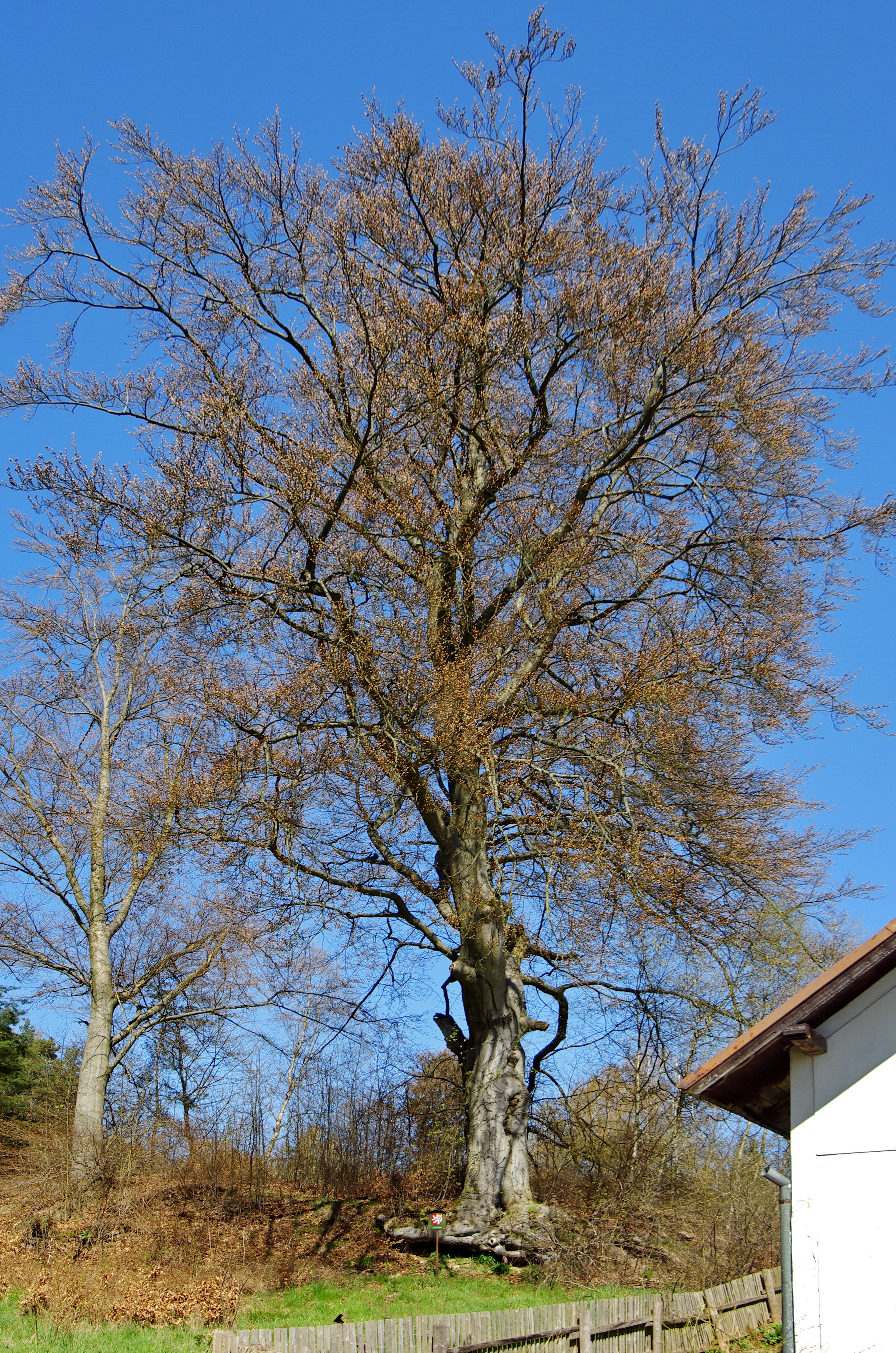
Památný strom Tatrovický buk
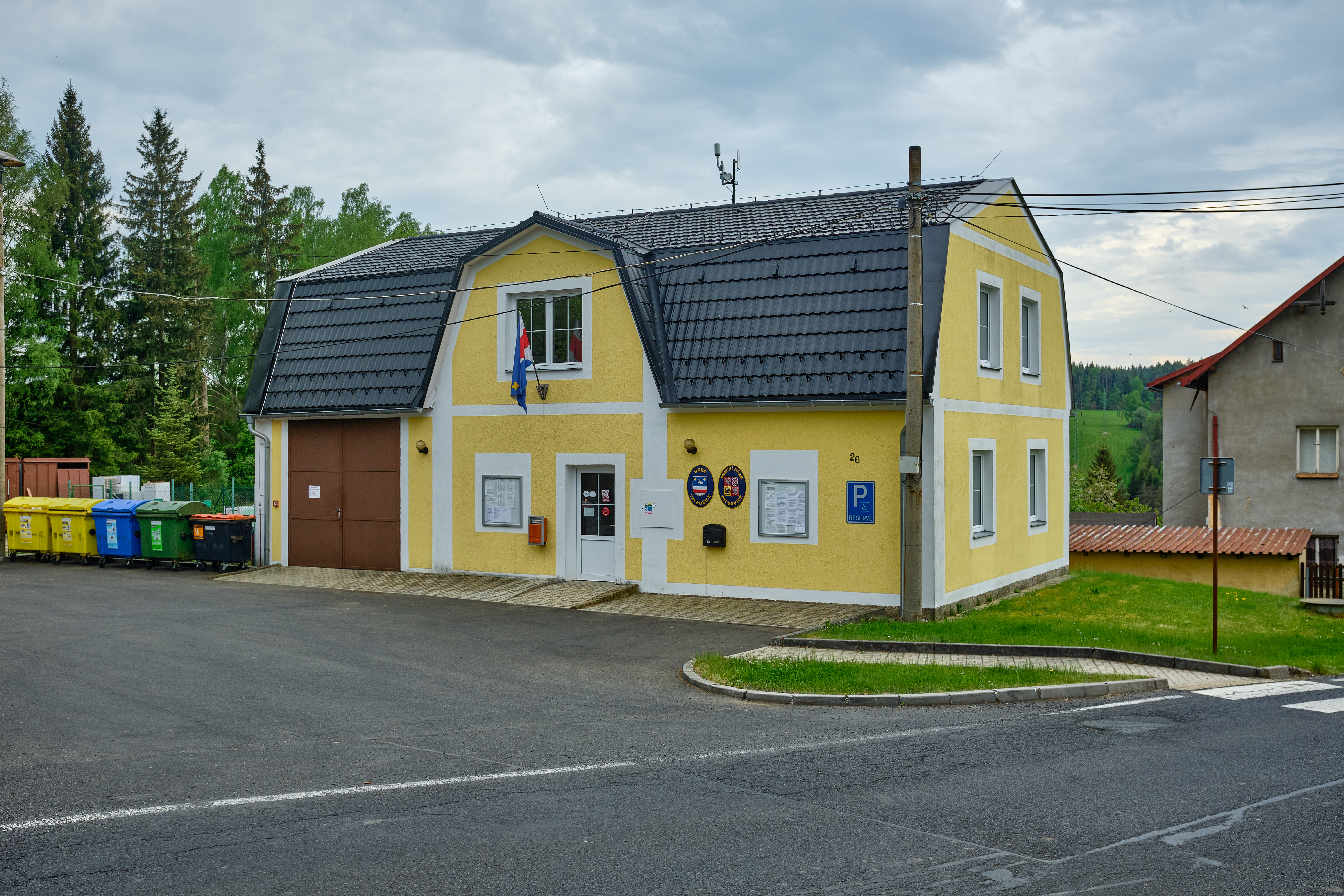
Obecní úřad
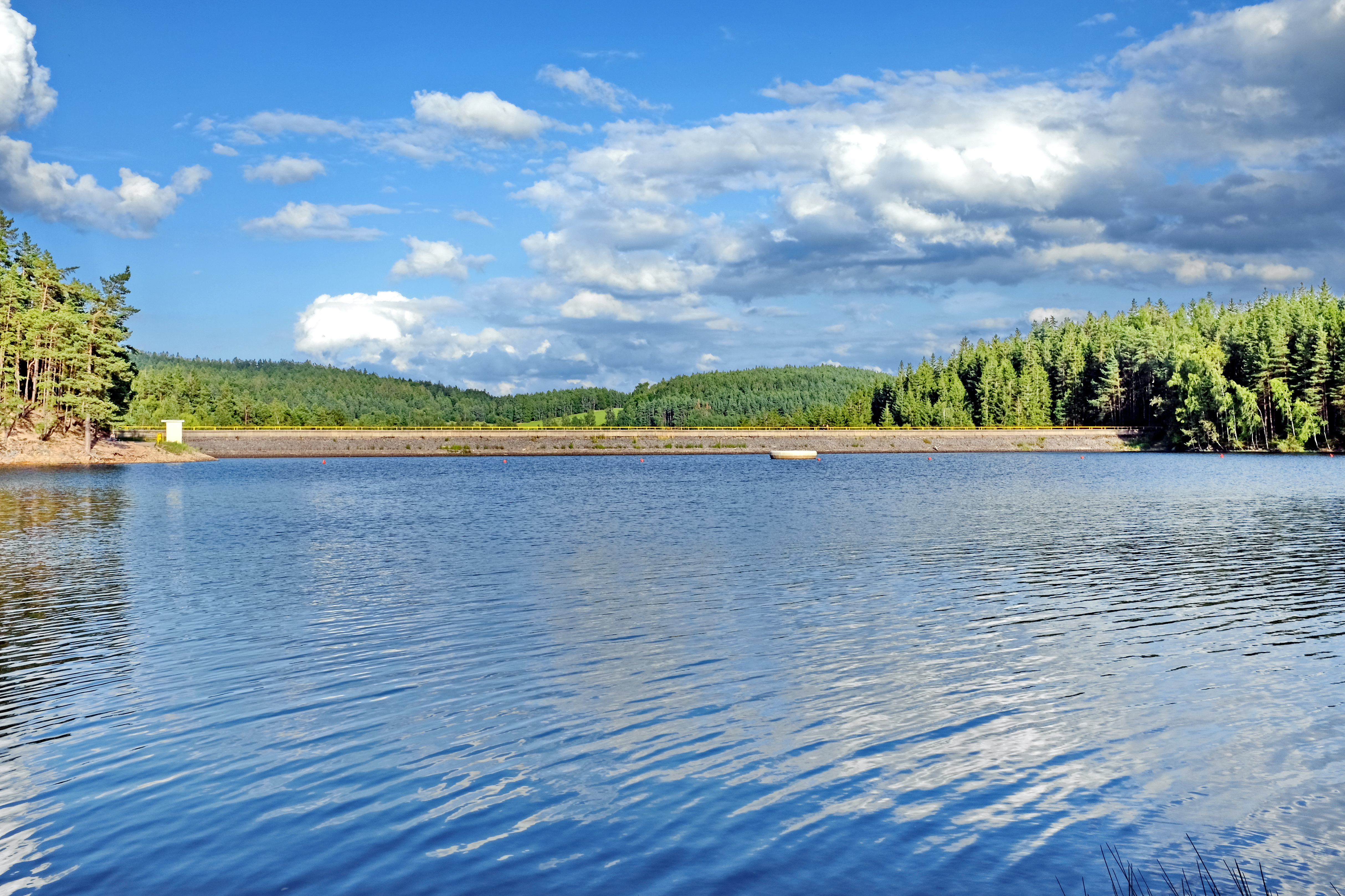
Vodní nádrž Tatrovice
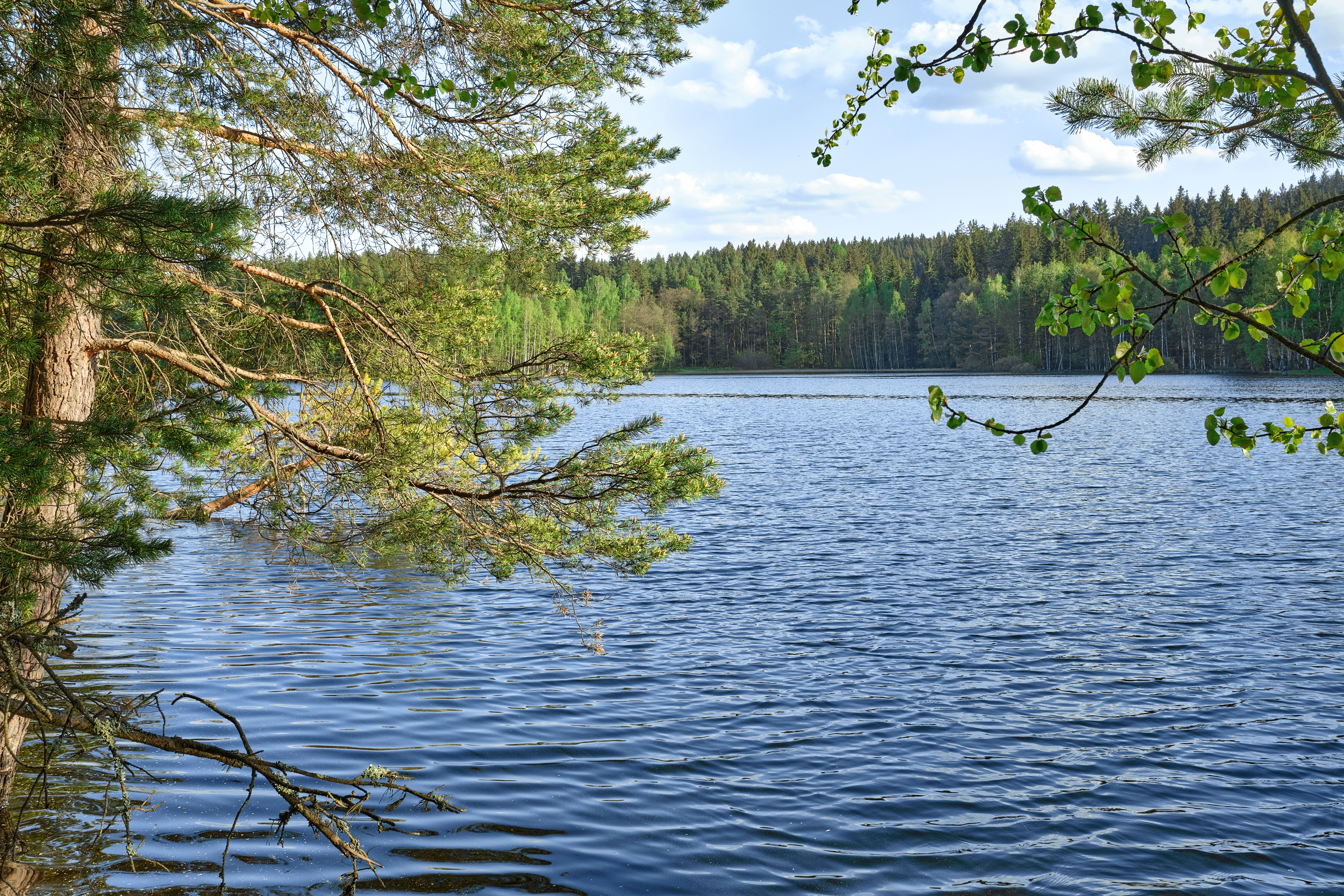
Vodní nádrž Tatrovice
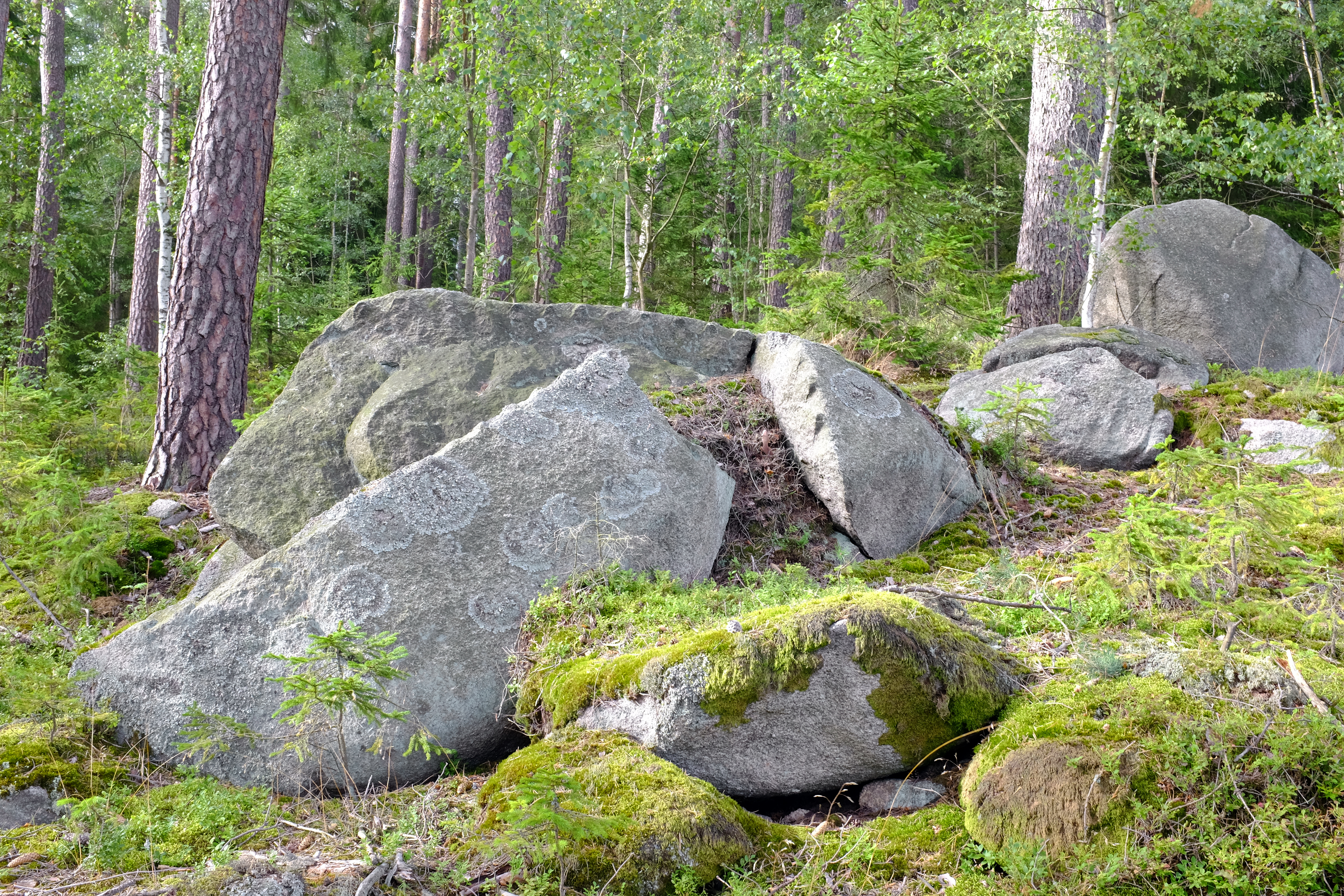
Vrch Roh 659 m
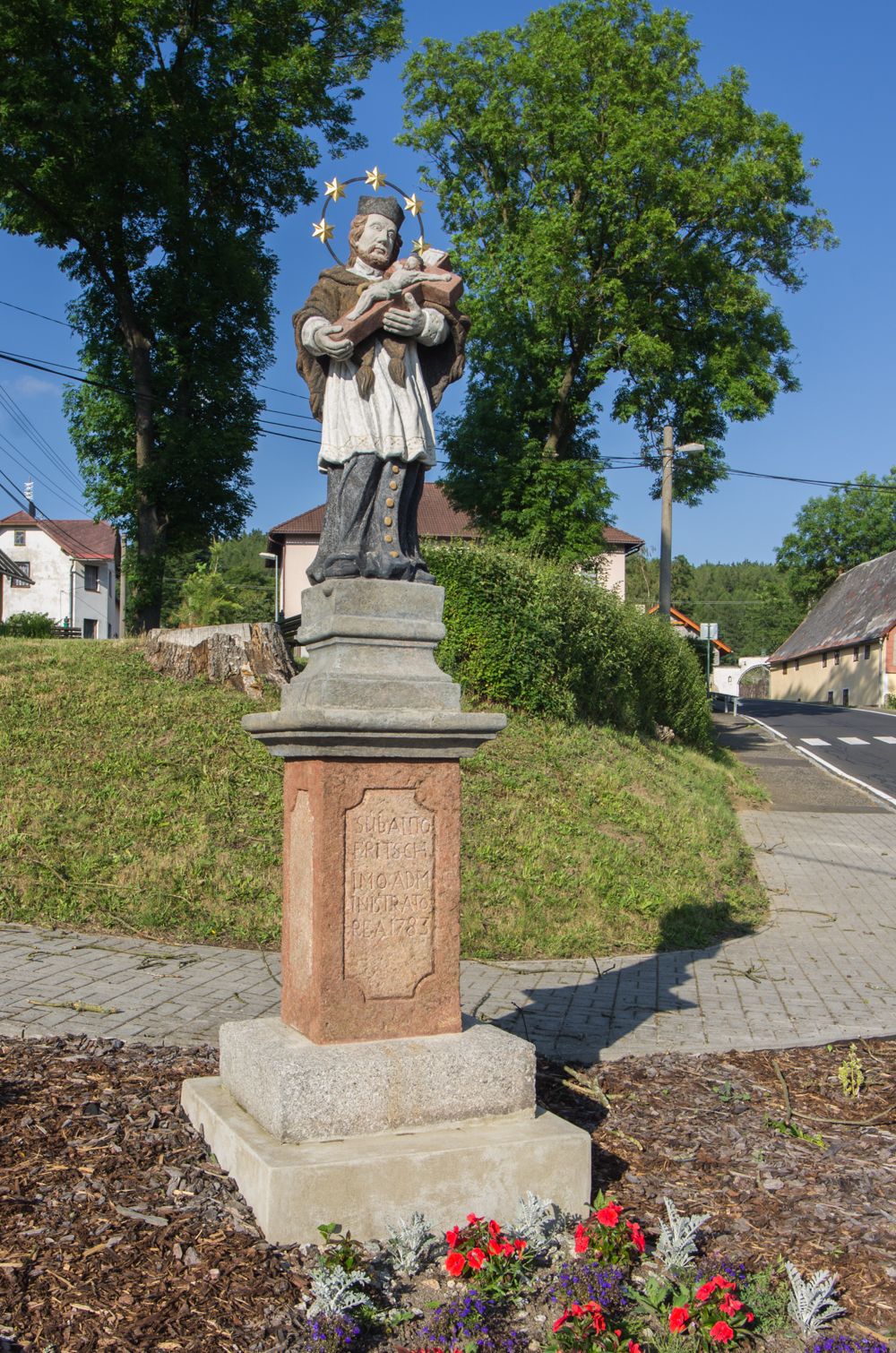
Socha svatého Jana Nepomuckého na návsi